# Polyrhachis keratifera
Polyrhachis keratifera é uma espécie de formiga do gênero Polyrhachis, pertencente à subfamília Formicinae.